# Ганнівка (Кропивницький район)
Га́ннівка — село в Україні, у Гурівській сільській громаді Кропивницького району Кіровоградської області. Населення становить 592 осіб. До 2020 року орган місцевого самоврядування — Боківська сільська рада.

## Географія
У селі річка Балка Баштина впадає у річку Бокову.

## Історія
Адміністративне підпорядкування в 18-20 ст. — дивіться сторінку с. Бокове.
Зустрічається на карті кінця 18 ст., як сельце Аннинское (рос.), а також на карті Шуберта (середина 19 ст.).
Згідно Атласу Єкатеринославського намісництва за 1787 рік «деревни Аннинской капитана Александрова 18 душ муж пола, 20 ж.п., десятин земли удобной — 3000».
Згідно архівного документу від 09.09.1808: «…сельца Аннинского бесспорного владения малолетних дворян Льва, Эринния, Павла, Федора и девиц Настасьи, Ульяны и Василисы Антоновых детей Цебульских.»
В роботі «Волости и важнѣйшія селенія Европейской Россіи» за 1886 рік:
«Д. Анновка (Цыбульчина) и хутора Грузской (Дембинского), и Разворино (Ульяновка, Цыбульского). Время возникновения: в 18 веке. После эмансипации приселены крестьяне из соседних деревень Настасьевой и Разворино: хутор Грузской в 1879 году, Разворино давнее, прежде была деревня. За выселением крестьян в Анновку — хутор, или вернее скотный двор. Топография и наружный вид поселений: по левой стороне речки Боковой. Дома в 2 ряда, вдоль речки, частью огорожены. Колодцев 8, из них в одном, на горе, вода соленоватая. Хутора в балках Грузской и Разворино. 2 става, 4 колодца. Промышленных заведений 3. Общественных зданий -1 (запасной магазин). Частные жилые постройки: домов 5, хат 59, число комнат в них 104. Холодные хозяйственные постройки — 132. Число дворов и жителей: по переписи 1886 года — дворов 66, мужчин 173, женщин 176. По переписи 1850 года — 15/6, мужчин 62/26, женщин 65/28. (насколько понятно из текста Анновка/Разворино)».

## Населення
За переписом населення України 2001 року в селі мешкало 597 осіб.

### Мова
Розподіл населення за рідною мовою за даними перепису 2001 року:
| Мова       | Відсоток |
| ---------- | -------- |
| українська | 93,58 %  |
| вірменська | 2,87 %   |
| російська  | 2,87 %   |
| білоруська | 0,51 %   |
| молдовська | 0,17 %   |